# Hylyphantes nigritus
Hylyphantes nigritus är en spindelart som först beskrevs av Simon 1881.  Hylyphantes nigritus ingår i släktet Hylyphantes och familjen täckvävarspindlar. Inga underarter finns listade i Catalogue of Life.